# Конвицкий, Тадеуш
Тадеуш Конвицкий (пол. Tadeusz Konwicki; 22 июня 1926, Новая Вильня — 7 января 2015, Варшава) — польский писатель, журналист, кинорежиссёр, киносценарист.

## Биография
Тадеуш Конвицкий родился в Новой Вилейке вблизи Вильнюса. Учился с 1938 года в средней школе в Вильнюсе, но аттестат зрелости получил в 1944 году уже в результате тайного, подпольного обучения, которое практиковалось поляками в период немецкой оккупации. С того же года был членом польских сил сопротивления (1944—1945). Переселился в Гливице, потом начал обучение на факультете полонистики Ягеллонского университета в Кракове. В 1946 году начал работу в качестве корректора и технического редактора в журнале «Odrodzenie» («Возрождение»), одновременно он стал автором многих статей в этом журнале. В 1947 году вместе с редакцией переехал в Варшаву. В 1949 году женился на Дануте (1930—1999), художнице, сестре Яна Леницы.
С начала 50-х годов Конвицкий начал писать романы, соответствующие требованиям так называемого социалистического реализма. В 1952 году стал членом Польской объединённой рабочей партии. С радостью принял Хрущёвскую оттепель и новую свободу творчества. Открыто выступал в защиту осуждённых членов подпольной организации Рух. Благодаря близким контактам со средой работников кинематографии начал создавать сценарии и даже начал ставить собственные фильмы. Свой кинофильм «Последний день лета» он снял при минимальных средствах с участием только двух актёров.
Он был разочарован крушением надежд на творческую свободу, был исключён из Польской объединённой рабочей партии за протест против исключения профессора Лешека Колаковского из партии. С 1976 года начал издавать свои произведения в подпольных издательствах или за рубежом.

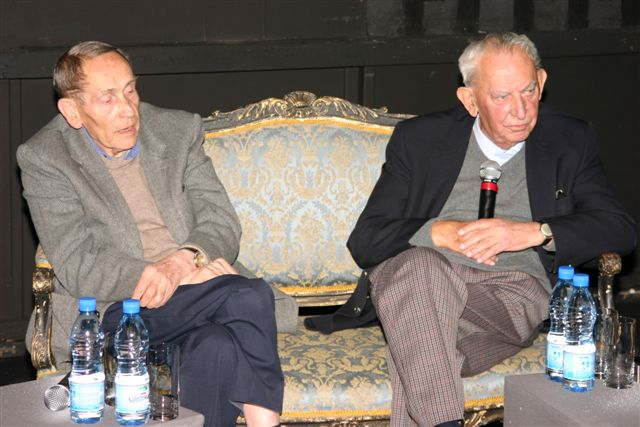
Тадеуш Конвицкий (слева) с актёром Густавом Холоубеком в варшавском театре Атенеум, 5 ноября 2005 года

## Фильмография
- 1954 — Карьера / Kariera (сценарий с Казимежом Сумерским)
- 1956 — Зимние сумерки / Zimowy zmierzch (сценарий)
- 1958 — Последний день лета / Ostatni dzień lata (сценарий и постановка)
- 1960 — Мать Иоанна от ангелов /Matka Joanna od Aniołów (сценарий с Ежи Кавалеровичем, по рассказу Ярослава Ивашкевича)
- 1961 — День поминовения усопших / Zaduszki (сценарий и постановка)
- 1965 — Фараон / Faraon (сценарий совместно с Ежи Кавалеровичем, по роману Болеслава Пруса)
- 1965 — Сальто / Salto (сценарий и постановка)
- 1967 — Йовита / Jowita (сценарий по рассказу Станислава Дыгата)
- 1971 — Как далеко отсюда, как близко / Jak daleko stąd, jak blisko (сценарий и постановка)
- 1982 — Аустерия / Austeria (сценарий с Ежи Кавалеровичем, по рассказу Юлиана Стрыйковского)
- 1982 — Долина Иссы / Dolina Issy (сценарий и постановка по рассказу Чеслава Милоша)
- 1985 — Хроника любовных происшествий / Kronika wypadków miłosnych (сценарий, актёр)
- 1989 — Лава / Lawa (сценарий и постановка по драме Адама Мицкевича «Дзяды»)

## Награды
- Большой крест ордена Возрождения Польши (2012).
- Офицер ордена Возрождения Польши (1964).
- Кавалер ордена Возрождения Польши (1954).
- Золотая Медаль «За заслуги в культуре Gloria Artis» (2005).
- Командор ордена «За заслуги перед Литвой» (31 августа 2006 года, Литва) — по случаю пятнадцатилетия восстановления дипломатических отношений между Литвой и Польшей за заслуги в развитии политического, культурного и общественного сотрудничества между двумя странами[5].